# Ідзьо Віктор Святославович
Ві́ктор Святославович Ідзьо́ (* 25 листопада 1960) — історик та українознавець, дисидент і правозахисник, редактор заснованого 2005 року у Львові журналу «Українознавець» (виходив до 2017 року), член правління Національного науково-дослідного інституту українознавства Міністерства освіти і науки України, організатор конференцій, автор більше ніж 100 наукових статей, 10 монографій, 7 наукових брошур.

## Життєпис
1967—1975 — навчався і закінчив Угринівську 8-річну школу.
1975—1977 — навчався в СШ № 2 м. Івано-Франківська.
1979—1984 — навчався і закінчив Прикарпатський національний університет імені Василя Стефаника, історичний факультет.
У 1984—1986 — проходив службу в рядах Радянської Армії, у цей же період отримав звання капітана КДБ, за даними Ольги Перелигіної. Можливо, закінчив у цей період Вищі курси КДБ у Києві.
Як стверджував колишній працівник КДБ Григорій Ахтирко, саме Ідзьо, маючи звання капітана КДБ, став одним з тих чекістів, які одночасно з Олегом Калугіним викривали злочинну роль КДБ в СРСР, і виступали за демократизацію та реорганізацію органів КДБ:
"Если бы лично знакомые мне генерал-майор Олег Иванович Калугин и полковник Ярослав Васильевич Карпович, а также заочно знакомый подполковник Александр Кичихин из Москвы, а также лично незнакомые мне майор из Киргизии, капитан Виктор Идзьо из Ивано-Франковска, я - ст. лейтенант Ахтырко Г. В. из Саратова, еще какой-то лейтенант также с Волги не сделали тогда в 1989 - 1990 гг. то, что мы сделали с КГБ СССР, Вы бы и еще сотня миллионов россиян так бы и жили в постоянном ужасе перед спец. службами".
Втім, сам Ідзьо визнає лише той факт, що у 1980 році дав підписку на співпрацю з КДБ, давши зобовязання виявляти потенційних інакодумців та симпатиків націоналізму. Після закінчення вузу, в 1984-1985 роках працював в управлінні профтехосвіти в Івано-Франківську, але при цьому, можливо, паралельно був і співробітником КДБ.
З серпня 1986 року до березня 1987 року перебував під слідством, з них чотири місяці утримувався під вартою, про що свідчать матеріали статті московського журналіста Ю. Щекочихіна „Последняя жертва Малой земли“, опублікованої в „Литературной газете“ 13 серпня 1990 року. Цей же матеріал, з доповненнями та уточненнями, Ю. Щекочихін включив у свою книгу „Рабы ГБ. XX век. Религия предательства“, що побачила світ 1999 року в Самарі. Але вина В. Ідзя, якому приписували незаконне збереження зброї, не була доведена, справу закрили.
За повідомленням Щекочіхіна, при зустрічі начальник Івано-Франківського управління КДБ Іван Левченко повідомив про виявлення у квартирі Ідзьо націоналістичних за змістом томів "Української загальної енциклопедії", та журналу "Українське музикознавство" з гімном "Ще не вмерла Україна". Це сталося відразу після повернення Ідзьо в Івано-Франківськ з Одеси, де той відпочивав у відомчому санаторію КДБ УРСР. Негативне заключення щодо Ідзьо дав також доцент Івано-Франківського університету Грицюк Богдан Антонович, на Ідзьо дав свідчення і його однокурсник по університету Микола Вегеш.
У 1987—1989 — викладач історії в СПТУ № 4, № 13 в м. Івано-Франківську.
У 1989-1990 роках, за даними Юрія Щекочіхіна, нелегально проживав у Москві, не маючи постійної роботи.
Його переїзд у Москву був обумовлений, за словами Юрія Щекочіхіна, наступним фактором:
"Уже полтора года (1989-1990) тридцатилетний Виктор Идзьо живет в Москве, грубо нарушая паспортный режим. И если есть форма протеста в виде забастовки или голодовки, то он выбрал себе бездомье, решив, что, пока справедливость не будет восстановлена, домой, в Ивано-Франковск, он не вернется..." (Цитується за виданням: Щекочихин Ю. П. Рабы ГБ. XX век. Религия предательства. Самара, 1999).
У 1989-2002 роках жив і працював передусім у Москві.
У 1989-1990 році брав участь у правозахисному русі, його координатором був відомий журналіст Щекочихін Юрій Петрович.
Після своєї активної участі у придушенні серпневого путчу в Москві 1991 року, в 1991-1992 роках викладав українську мову та історію України при новоствореній недільній школі Українського науково-освітнього центру Москви. У 1992—2002 роках — пошукач та викладач історії Московського державного педагогічного університету, куди влаштувався завдяки сприянню викладача цього університету, етнічного українця Ярослава Ваграменка.
1995 року разом з доктором історичних наук Борисом Тимощуком заснував Український історичний клуб у Москві, при одній з муніципальних бібліотек. Ідзьо став директором цього клубу. Український Історичний Клуб (УІК) як українознавчий осередок в Росії організовано 8 квітня 1995 року в українському відділі міської бібліотеки №147 міста Москви. Почесним головою став Борис Тимощук. Основне організаційне ядро УІК складають випускники університетів й інститутів. Заступником по міжнародних зв'язках був обраний випускник історичного факультету Московського державного педагогічного інституту О.Д.Кисельов, секретарем, син репресованого викладача історії Уманського педагогічного інституту О.Г.Храбан. Визначною подією у житті УІК є його реєстрація, як регіональної громадської організації Москви (№7571), яку провів Голова УІК В.С. Ідзьо.
20 вересня 1996 року — Посольством України в Російській Федерації складена "Подяка за активну участь у підготовці виставки «Україна: шлях із глибини століть», присвяченої 5 річниці від дня відновлення державної незалежності України і 130 річчя від дня народження першого Президента України академіка М. С. Грушевського.
З 1995 року — головний редактор Українського Історичного Альманаху в Росії (Вийшло: — М.,1995. — Т.І). У 1996—1997 рр. — головний редактор "Української Історичної Газети в Росії"(Вийшло: — М., 1996—1997.- № 1 — 10).
1997 року виступив, як співзасновник так званого "Українського історико-філологічного інституту Москви", та видавав у 1997-1998 роках його друкований орган - "Історико-філологічний вісник Українського інституту" (вийшло два номера).
У 1997—2010 роках — головний редактор "Наукового Вісника Українського Історичного Клубу міста Москви" (Вийшло: — М., 1997—2010. — Т.І — XVIII). У 1997—2010 р. історик був член Ради Об'єднання українців Росії.
Очолював після смерті ректора Тараса Муранівського з 2000 року науково-дослідну організацію "Український університет у Москві", в якій перед тим займав у 1997-2000 роках посаду проректора, також керував вченою радою цього університету, і був головним редактором видання "Науковий вісник Українського університету Москви", який друкувався з 2001 до 2010 року, вийшло 20 номерів.
В цьому йому допомагав почесний професор Українського університету Москви - відомий науковий та громадський діяч Дудченко Віктор Іванович (1936-2005), який був першим керівником музею філологічного факультету при Російському відкритому педагогічному університеті ім. М. Шолохова, також відомий як технік-винахідник та відеооператор, виступав як співзасновник таких фірм, як "Автономная некоммерческая организация образования «Независимый Открытый Университет" (існувала у 1995-2004 роках під керівництвом Миронова Анатолія Васильовича у Москві), та приватная кінокомпанія "Алхімія кіно". Саме на прохання Ідзьо, Дудченко написав ряд статей для "Наукового вісника Українського університету".
При цьому, варто зазначити, що реальним керівником та бенефіціарним власником Українського університету в Москві був його засновник, московський юрист українського походження Гуменюк Віктор Миколайович.. Адже саме фірма Гуменюка - заснована у Москві "Українська перспектива" офіційно числилася юридичним засновником Українського університету.. Відповідно, з юридичною ліквідацією "Української перспективи" у Москві 2007 року, поступово відбулась і ліквідація в 2008-2010 роках "Українського університету", якого було виключено з держреєстру організацій РФ 25 серпня 2010 року.
У 1997 р. — захистив в Москві дисертацію на здобуття наукового ступеня «кандидат історичних наук», яку було апробовано так званою Вченою радою (під керівництвом київського академіка Петра Кононенка) при Українському університеті Москви, котрий, однак, не мав державного ліцензування та акредитації ні в Росії, ні в Україні. Далі, з 2002 року називав себе доктором історичних наук Українського гуманітарного університету Москви, хоча офіційно такої організації не існувало; відповідно, дане звання (хай навіть офіційно затверджене відповідними вченими органами) відносилося лише до внутрішніх відзнак приватної організації, приватного науково-дослідницького центру.
Приблизно у 2001-2002 роках Віктор Ідзьо покинув Москву, перебравшись до рідної України. Опублікував ряд політичних статей в українських часописах (Наприклад: Ідзьо В. Привид бродить Україною, привид КДБ ? / Галичина. — 2002. - 9 липня;  Ідзьо В. Українці в Росії // Кримська світлиця. — Сімферополь, 2002. - 16 серпня. - No33; Ідзьо В. Українці в Росії стурбовані ЄЕПом // Львівська газета. - 2003. - 25 вересня).
Свою подальшу роботу він продовжив у 2001-2004 роках в Івано-Франківську, а далі у Львові, з того часу до Москви навідувався лише зрідка, для участі в конференціях під його керівництвом, у проведенні яких надавав допомогу земляк Віктора Ідзьо з Івано-Франківщини - дипломат Кухта Іван Петрович, у 2003-2007 роках — радник з консульських питань Посольства України в Російській Федерації, та ще один працівник посольства - дипломат Бобошко Сергій Олександрович.
2 жовтня 2005 р. у Москві у Культурному центрі України вдруге відкрилась українська недільна школа для дітей, у її відкритті взяв участь і Віктор Ідзьо. Але працювати там він уже не став, та й сама школа виявилась досить маргінальною, і невдовзі закрилася.
За словами Ідзьо, у 2006-2007 роках почав занепадати і Український університет Москви. Як підкреслювалося:
"Мушу визнати, що частина українських науковців Москви у 2006 році таки злякалася тих моральних репресій. У підсумку Український університет Москви  вимушено скоротився в 2007 році із шести до трьох відділів: українознавчого, який я очолюю, філософського, котрим керує професор М. Пришляк, і технічного, де керівником академік Є. Ширяєв".
У цих умовах, "Український Історичний Клуб" м. Москви фактично заморозив свою роботу з від'їздом свого творця і керівника. Хоча формально ним, за відсутності Ідзьо, керував престарілий москвич українського походження - кандидат технічних наук та історик-публіцист Храбан Олег Григорович (1923-2018), він же - вчений секретар ГО "Український університет у Москві". Саме товариство мало реєстрацію за домашньою адресою Храбана (Москва, ул. Таллиннская, д. 20, кв. 101), як про це свідчить відповідний довідник 2005 року (Українці у світі. К., 2005, с. 74).
Під головуванням Ідзьо були проведені перші міжнародні українсько-російські конференції в Івано-Франківську: Міжнародна наукова конференція “Галицька митрополія в історичному, культурному та духовному житті Європи” (пройшла 7-8 червня 2001 року), I Міжнародна наукова конференція «Українсько-російські відносини на зламі тисячоліть: рік України в Російській Федерації» ( 5—6 червня 2002 року), та II Міжнародна конференція "Українсько-російські відносини в ХУІІ - ХХІ ст." (26-27 квітня 2003 року).
16–17 квітня 2004 року під керівництвом Ідзьо в Івано-Франківську проведено Міжнародну наукову конференцію "Галицьке Євангеліє в історичному, культурному та релігійному житті Європи".
5 січня 2003 року — Наказом № 1 по Університету «Львівський Ставропігіон»(УЛС) призначений директором Інституту Східної Європи при Університеті «Львівський Ствіропігіон». 13 січня 2003 року Інститут Східної Європи Університеті «Львівський Ствіропігіон» заснував Кафедру українознавства (КУ). 10 лютого 2003 року наказом по Університету «Львівський Ставропігіон» призначений завідувачем Кафедри українознавства. 14 жовтня 2003р. - за наукові досягнення Вчена Рада Університету “Львівський Ставропініон” присвоїла вчене звання професора Університету “Львівський Ставропігіон” по кафедрі соціально - гуманітарних дисциплін. 15 жовтня 2004 року - Наказом №14 по Університету “Львівський Ставропігіон” (УЛС) призначений директором Інституту Східної Європи при УЛС.
30 жовтня 2005 року Ідзьо заснував у Львові журнал «Українознавець». 5 квітня 2006 року, як редактор наукового журналу «Українознавець» — виграв на видання журналу «вічний грант» Канадського Фонду ім. Яра Славутича, випускав його до 2017 року (з 2005 по 2017 роки вийшли номери: І - XVII).
13 грудня 2008 року за наукові праці: «Українська держава в ХІІІ столітті» (Івано-Франківськ, 1999), «Засновник Львова король Данило та Українська держава в ХІІІ ст.» (Львів: вид-во університету «Львівський Ставропігіон», 2006), «Король Данило та Українська держава в ХІІІ столітті». (Львів: «Сполом», 2008), «Король Русі Лев Данилович (1292—1301)» (Львів: «Сполом», 2008), «Король Русі Юрій І — в українській, європейській історії та державницькій традиції (1255—1308)» (Львів: «Сполом», 2008) і в зв'язку з 755-ю річницею коронації Данила Галицького нагороджений Орденом Короля Данила.
2015 року заснував, а у 2017 році офіційно зареєстрував у Львові незалежну науково-громадську організацію "Інститут Східної Європи" (раніше дана структура діяла в рамках кафедри українознавства "Львівського ставропігіону", яку з 2003 року очолює Ідзьо). Ця установа, починаючи з 2015 року, видала власними силами ряд праць Ідзьо.
2019 року Ідзьо видав збірник "Аналіз терору та насилля Комітету Державної Безпеки (КДБ) та його наступника Служби Безпеки України (СБУ) в 70 - роки ХХ століття - першій чверті ХХІ століття на території Росії та України в журналістських дослідженнях Юрія Щекочихіна", в якому виступив з гострою критикою діяльності Служби безпеки України.
Зокрема, зазначив наступне:
"Сьогодні вся діяльність колаборантів, зрадників, терористів і вбивць з банд-формувань СБУ, а це вбивства громадян України, терор і тероризм над громадянами України і т. д., як це вимагає НАТО і Євросоюз, потребує серйозного юридично-правового дослідження НАБУ, САБ, аж до ліквідації з повною люстрацією цього злочинного фашистського-енкаведиського банд-угрупування, оскільки корупція, мафіозність бандитів СБУ принесла українському народу і окремим українським громадянам за 1991-2019 роки багато горя".
2021 року, виступаючи під псевдонімом "Василь Бойчук", підтримав версію газети "Експрес" про таємні тюрми СБУ.
До 2020 року,коли почалася пандемія, Ідзьо та його інститут здійснювали дуже активну міжнародну представницьку роботу, а також вели науково-дослідницьку та видавничу діяльність.
Член редакційних рад:
- Наукового Журналу «Українознавство».

## Критика
У наукових джерелах набула поширення критика діяльності п. Ідзьо В. С., де аргументовано показано ряд неузгоджень в його біографії і довільний виклад посад, титулів, наукових звань, ступенів тощо. Зокрема, такий аналіз подано в статті: ОЛЬГА ПЕРЕЛИГІНА. «БІОГРАФІЯ ТА БІБЛІОГРАФІЯ» «АКАДЕМІКА» (Рецензія на кн.: Академік Віктор Ідзьо: Бібліографічний довідник (1979—2009). — М.: [Б. в.], 2009. — 140 с. — ISBN 966-665-347-9)
Отже, у 2012 році критичну статтю щодо Ідзьо опублікувала Перелигіна Ольга Іванівна (1954 року народження), львівський краєзнавець і перекладач. Однак, на думку Ідзьо, вона лише підписала цю публікацію, але справжнім автором даного опусу виявився колишній громадянин РФ, мешканець міста Дубно Рівненської області, кандидат технічних наук Гелетій Ярослав Григорович (1933 року народження), уродженець містечка Колки Волинської області, останній заснував у 1995 році у Львові "Фонд сприяння поверненню українців Республіки Комі на Батьківщину "Джерело", який фактично ліквідований у 2017 році. Гелетій, за словами Ідзьо, займався провокаціями серед громадських організацій українців у Москві, а у 1995 році повернувся в Україну, де здійснював провокації проти націоналістів.
У свою чергу, український активіст Ігор Роздобудько з Москви у 2013 році відповів на публікацію Перелигіної наступним чином:
"Дивно, але нині, через 12 років (!) після його від'їзду знову цькують Віктора Ідзьо у Москві, при чому не якесь там ФСБ, а українці, зокрема - прямо нинішні керівники діаспори. Час від часу хтось напише про нього щось глумливе в Інтернеті, чи в дискусійній групі на Фейсбуці. Так, Український Університет в Москві створити нам не вдалося. Хоча, завдяки професору Ярославу Ваграменку ми мали й приміщення для навчання, а Віктор Ідзьо зі своїм організаторським хистом зробив би все можливе для отримання відповідних ліцензій для початку викладацької роботи. Було серед московських українців та їхніх російських друзів багато добрих викладачів, які мали досвід праці у вищій школі та бажання працювати за символічну плату в цьому Університеті. Були й бажаючі серед української молоді діаспори, які хотіли стати студентами цього навчального закладу. Все, упиралося, як завжди, в питання грошей. Було багато бажаючих говорити красиві слова, про потрібність Українського Університету в Росії, що надсилали свої промови до київських газет, роблячи піар на чужих здобутках, але профінансувати цей проект бажаючих чомусь не знайшлося. Так ця справа і захиріла при своєму початку".

## Конфлікти та полеміка
Як відзначає Ідзьо, причиною посилення провокацій проти нього в 2005-2006 роках стала його скарга на неправомірну, незаконну діяльність СБУ та її неправильні методи оперативної роботи щодо активістів української діаспори Москви; заяву-скаргу про це він передав через академіка П. Кононенка у 2005 році особисто президенту України В. Ющенку. Як зауважив Ідзьо:
"Дискредитаційним опусом Івана Шишова, та терором всієї агентури, відповіло СБУ, що ми зустріли спокійно, оскільки зрозуміло, що іншої реакції бути не могло (…) Слiд наголосити, що сьогодні СБУ розпускає слухи через агента ФСБ І.Шишова, засобами «Літературної України», та провокаторів — письменників, давніх членів КПРС та агентів КДБ у Львові…, що Віктор Ідзьо агент ФСБ, що є ознакою дискридитації (…) В цю пору СБУ кидає всі наявні сили, головне, традиційно міліцію, всіх провокаторів, дискредитаторів типу безморального агента КДБ — СБУ Ярослава Гелетія, наприклад в Львові, з метою фабрикування нової кримінальної справи. Власне, тут агентура КДБ-СБУ (відділ контррозвідки львівського управління СБУ в епоху В.Януковимча) видає провокацію Палигіної чи Перелигіної. Власне для цього СБУ почало заманювати історика Віктора Ідзя з Москви в Україну, сулячи йому, а потім відбираючи, та принижуючи його гідність, різні посади в установах, звання та нагороди… Слід наголосити, що за велику епоху радянської влади, Західна Україна, особливо Львів, був нашпигований великою кількістю «доброякісної та різношерстної кадебістської агентури», тому «правдошукання» зовсім незнайомого (сексота КДБ, що скакав по камерах і продавав українських політва'язнів) Ярослава Гелетія, який взагалі не був ніколи знайомий з істориком Віктором Ідзьом, є предметом нашого подальшого дослідження в надзвичайно таємних архівах Москви, оскільки Ярослав Гелетій досить добре наслідив своїми провокаціями та терором над іншими людьми, як і своєю провокаторською діяльністю в Росії…, допоки за вислугу, КДБ не перекинув його "для подальшої контррозвідувальної діяльності до Львова, зробивши його там « громадським авторитетом», «своїм в середовищі репресованих» і т.д….
Характеризуючи своїх критиків, Ідзьо відзначає:
«В усіх вузах, науково-дослідних інститутах, академіях залишилась та сама „науково — освітня“,навчена комуністичною освітньою системою, „еліта“, скомпроментована співпрацею з КДБ, і яка в 1991 році була взята на баланс СБУ… Тому репресивну діяльність перевертнів ми спостерігаємодо сьогодні (…) В різний час при різних керівниках КДБ в подальшому СБУ в Москву, для терору та провокацій, присилались у відрядження різного рівня офіцери, „чорні полковники“, які відчасти офіційно, відчасти не прикріплюючись при Федеральній Службі Безпеки Росії (ФСБ), організовували терор, залучаючи місцевих московських українців, особливо тих, які були тісно пов'язані з ФСБ. Штатні співробітники СБУ втираючись в організації українців Москви: Український Університет, Український Історичний Клуб, влаштовували провокації над автором даного дослідження. Українці в Москві уже знали, що СБУ діє вахтовими методом, офіцери контррозвідки та їх високоінтелектуальна агентура з управлінь від Харкова до Закарпаття міняли одні одного».
У провокаціях проти Ідзьо був замішаний також художник і поет українського походження Шишов Іван Якович, 1938 року народження, уродженець Харківщини, мешканець Москви, член правління Товариства української культури «Славутич».
Як пише про це сам Ідзьо:
«Ось так, наприклад, у 1996 році КДБ підтасувало для терору свого агента Шишова, який в подальшому був виявлений українцями Москви, оскільки „очолив“ літературну секцію товариства „Славутич“, роботу якої в подальшому по завданню спецслужб розвалив, на що скаржилися українці… В подальшому Шишова знову „підтасували до мене“, оскільки я був попереджений мовознавцем О. С. Масикевичем і істориком М. Забочнем, що Шишов є агент ФСБ і провокатор всього українського, тоді вдалося уникнути його провокації та „дискредитацій в пресі“. Взагалі Шишов, якого до провокації спонукало СБУ, скоро в Україні в журналах за участю та допомогою СБУ на початку 90-х років перетворився у визначного „літературознавця із Москви“, на самому ділі виявився провокатором, „допомагав“ КДБ — СБУ виявляти „націоналістів“ та визначати їх діяльність в Києві та Москві».
Критично Ідзьо оцінив і москвича українського походження Дудко Тарас Миколайович. За словами Ідзьо:
«Непонятно откуда появляются люди, „мнимые патриоты“ за деньги спецслужб, типа Шишова, Дудко, Антонива, которые никогда ничего путнего в Москве не создавали: они провозгласили себя с благословления спецслужб „украинскими авторитетами в Москве“ и фактически по заданию спецслужб развалили Товарищество „Славутич“».
З наступного памфлету цього ж автора подано таке:
«СБУ вдалася до дискредитації Українського університету у Москві, та Українського історичного клубу у Москві. Цей проект СБУ намагався впровадити напередодні IV Світового Конгресу Українців (Київ, 18-20 серпня 2006 року), з метою здійняти „всесвітній лемент“. Потрібно було протягнути на Конгрес від Москви, від ФСБ, представити давно уже не існуючу та бутафорну, підконтрольну та утворену зі згоди спецслужб, організацію „Славутич“. Вихід бутафорського проекту за участі давніх агентів: Василя Антоніва, Володимира Зарічанського, Тараса Дудко, Валерія Семененко, провалився на Конгресі з тріском. Всі делегати світової діаспори і всі українські та світові діячі, всі делегати побачили, що так звані „славутичани“ — це агенти від ФСБ. Провокатор Іван Шишов на конгрес взагалі не приїхав». (Науковий вісник Українського університету Москви. 2006. № 11-13).

## Книги (монографії, наукові брошури)
1. Віктор Ідзьо. Українська держава в ХІІІ столітті. Івано-Франківськ. 1999, 320 с. (Видання ІІ-е, доповне і перероблене — Король Данило та Українська держава в ХІІІ столітті». Львів: «Сполом», 2008, 418с.).
2. Віктор Ідзьо. Ранньослов'янське суспільство, ранньослов'янська державність і зародження та становлення християнства на території України. Агенція Релігійної Інформації. Львів 2001, 320с. (Видання ІІ-е, доповне і перероблене - Львів: Сполом, 2004. 288 с.)
3. Віктор Ідзьо. Українська діаспора в Росії. Історія, наука, релігія. Львів. БАК. 2002, 304с.
4. Віктор Ідзьо. Кельтська цивілізація на території України. Львів. Сполом. 2002, 343с.
5. Віктор Ідзьо. До історії однієї могили на Закерзонні. Перемишль — Львів. Сполом, 2003, 320с.
6. Віктор Ідзьо. Історія України.  Л.: ПП "Болдак", 2003., 735с.
7. Віктор Ідзьо. Українська держава в ІХ-ХІІІ століттях. Львів. Сполом. 2004, 416 с.
8. Віктор Ідзьо. Українська Повстанська Армія — згідно з аналізом свідчень німецьких та радянських архівних джерел. Львів. Сполом. 2005, 208с.
9. Віктор Ідзьо. Галицька держава — процеси етнотворення і становлення (III — XII ст). Львів. Камула 2005, 351с.
10. Іван Франко на шпальтах часописів українців Росії та Польщі у ХХ ст. Л. : Сполом, 2006.
11. Релігійна культура Європи і зародження, становлення та розвиток християнства в Україні". Львів. Ліга -Прес — 2007, 317 с. (Видання ІІ-е, доповне і перероблене - Європейська релігійна культура та зародження, становлення і розвиток християнства на території України. Львів, 2016).
12. Михайло Грушевський на шпальтах часописів українців Росії "Украинский Вестник" та "Украинская Жизнь" у першій чверті ХХ століття [Текст] / В. С. Ідзьо ; НДІ українознав. МОН України, Прикарпат. ін-т ім. М. Грушевського Міжрегіон. акад. упр. персоналом. - Л. : Сполом, 2007.
13. Митрополит Андрій Шептицький на шпальтах російської преси та часопису українців Росії "Украинская Жизнь" у 1914-1917 роках. Л.: Сполом, 2007.
14. Григорій Сковорода - національний символ української філософської та державницької думки ХVIII століття [Текст] : до 285-ліття з дня народження. Л.: Сполом, 2007.
15. Король Русі Юрій I в українській та європейській історії, державницькій традиції (1255-1308) [Текст] / В. С. Ідзьо ; МОН України, НДІ українознавства. - Л. : Сполом, 2007.
16. Леся Українка: письменниця і борець за відновлення незалежності України в 1917 році-за матеріалами видань та часопису українців у Росії "Украинская Жизнь" в першому десятилітті ХХ століття. Л. : Сполом, 2008
17. Василь Трофимович Наріжний-основоположник українського роману. Л. : Сполом, 2008
18. Господарська діяльність ОУН за свідченнями окружного Провідника господарки Дмитра Богуша-"Економа". Львів: «Сполом», 2008.
19. Українізація. Голодомор. Сибірські концтабори. Л. : [Сполом], 2008.
20. Король Русі Лев Данилович (1292—1301). Львів: «Сполом», 2008.
21. Віктор Ідзьо."Український Університет м. Москви в 1992 — 2007 роках". Львів «Ліга-Прес», 2008.
22. Віктор Ідзьо. Український Історичний Клуб м. Москви — 12 років активної праці (1995 — 2007). М., 2008, 450с.
23. Віктор Ідзьо."Українська мова. Давня українська література — призабута та малодосліджена спадщина українського народу". Львів «Сполом», 2008.
24. Віктор Ідзьо. Karpiani — Карпи — Хорвати згідно зі свідченнями римських та візантійських джерел (ІІ ст. — ХІ ст. н. е.). Львів. Сполом 2008, 178 с.
25. Візантійська література та культура у IV-XV століттях. Львів. Сполом 2008,
26. Галицький король Коломан І і процеси першої політико-релігійної унії в Галичині в першій чверті ХШ століття. Л. : Сполом, 2009
27. Запорізьке козацтво як національна еліта в Українській державі в ХVII - XVIII століттях. Л. : Сполом, 2009
28. Папа Римський Інокентій IV (1243-1254), король України-Русі Данило Романович Галицький (1253-1264). До питання релігійних та політичних взаємин Української держави та Римської Церкви в ХІІІ столітті. – Львів: Сполом, 2009.
29. Сучасний терор та тероризм в Україні: кінець ХХ - початок ХХІ століття. - Львів, “Ліга-Прес”, 2009. - 64с.
30. Міжнародні наукові конференції "Українського Університету, Українського Історичного Клубу міста Москви в Україні в першому 10-літті ХХІ століття" – Львів: Сполом, 2009.
31. Українські Греко-Католики в Росії. – Львів: Сполом, 2009.
32. Візантійська цивілізація у взаємовідносинах з Україною — Руссю. Львів «Сполом», 2009.
33. Україна та Польща через призму історичних та культурних взаємин: Наукові праці. Рецензії. Львів «Сполом», 2009.
34. Галицька держава: правові та економічні взаємовідносини ІІІ — ХІІІ століття. Львів. Камула — 2009, 343с.
35. Село Угринів Тисменицького району Івано-Франківської області в археологічній, історичній та мовознавчій традиції / В. Ідзьо. -  Івано-Франківськ : Сімик, 2010. - 110 с.
36. Стародавній Перемишль: зародження та становлення української християнської релігійної культури на Сяні (ІХ-ХІІ ст.). – Львів: Сполом, 2010.
37. Basternae — Бастарнія згідно зі свідченнями античних, римських джерел та карти Клавдія Птоломея (ІІІ ст. до н. е. — III ст. н. е.). Івано-Франківськ: Сімик, 2010.
38. Аналіз терору та насилля Комітету Державної Безпеки (КДБ) та його наступника Служби Безпеки України (СБУ) в 70-роки ХХ століття - першій чверті ХХІ століття на території Росії та України (у співавторстві з Ю. Щекочихіним). Москва, 2010 (перевидання: Львів, 2019).
39. Олексій Нирко як представник Українського університету в Москві у Кубані та Криму [Текст] : Шляхами співпраці та дружби (1995-2005). Івано-Франківськ: Сімик, 2010
40. Запорізьке козацтво як національна еліта в Українській державі ХV-XVIII ст. За дослідженнями академіка Володимира Грабовецького [Текст] / В. Ідзьо ; [упоряд. Ю. Крайчук] ; Каф. історії України ПНУ ім. В. Стефаника. Івано-Франківськ: Сімик, 2014
41. Нарис історії Української греко-католицької церкви - за свідченнями джерел російських архівів. Львів, 2017.
42. Від Скіфії до АТО (медицина і армія в просторі і часі) / Кардащук М.; Микола Кардащук ; [упоряд.: В. Ідзьо] ; Ін-т Сх. Європи. Івано-Франківськ: Сімик, 2018.
43. Король Руси-України Роман Великий. Львів, 2018.
44. Історія дослідження давнього Галича. Львів, 2018.
45. Сучасний терор, тероризм та державний бандитизм в Україні: кінець ХХ - початок ХХІ століття. Львів, 2019.
46. Станіслав-Івано-Франківськ 1662-2019 pp. Івано-Франківськ, 2019.
47. Львівське Королівство в ХІІІ -ХIV століттях. Львів, Видання ІІ, 2020
48. Українська Ялта. Український Крим. Львів, 2020
49. Голодомор і українська інтелігенція. Спроба протистояння насиллю.Львів, 2021
50. ОУН, УПА, УГВР. Львів. СПОЛОМ, 2022
51. Нарис історії Інституту Східної Європи.(2001-2021 рр.). Львів, 2022
52. Галицьке Королівство. Найвище державне сходження Карпато-Дністровської цивілізації. - Івано-Франківськ. Видавництво СІМИК, 2022.
53. Християнська культура давнього Перемишля за свідченнями археологічних джерел починалася з перемишльського замку. Історико-фотографічне дослідження. - Вид.ІІ. - Львів, 2023.
54. Язичницький та християнський храм-монастир на притоці Дністра ріці Бистриці в Іввано-Франківській області України.- Львів, ІСЄ, 2023.
55. Нарис історії Кафедри українознавства Інституту Східної Європи у 2003-2023 роках. Львів, Вид. ІСЄ, 2023